# Plaça dels Cavalls
La plaça dels Cavalls o plaça dels Estels (en castellà, Plaza de los Luceros) és una emblemàtica plaça del centre de la ciutat d'Alacant. A la seua part central se situa la Font de Llevant, una font monumental construïda el 1930 per l'escultor alacantí Daniel Bañuls. A principis de la dècada del 1950 era un lloc molt concorregut i de reunió a la ciutat, especialment les nits d'estiu, quan la font oferia espectacles gratuïts amb jocs lluminossos d'aigua. Actualment és un dels centres comercials i financers més importants d'Alacant. A més a més compta al seu interior amb una estació subterrània del TRAM Metropolità d'Alacant i és el lloc on se celebra la mascletà quan arriben les Fogueres de Sant Joan. També és el lloc on el 1977 assassinaren Miquel Grau.
Allà es realitzen les celebracions dels aficionats de l'Hèrcules Club de Futbol, on acudixen en massa a banyar-se i a gaudir dels triomfs del seu equip.

## Denominació
Al llarg de la història la plaça dels Cavalls ha rebut diferents denominacions:
- Plaça de la Independència: Ha sigut la denominació que més ha durat des de la creació de la plaça fins a la Segona República, encara que durant el període de la dictadura de Primo de Rivera s'anomenà extraoficialment Plaza de España.

- Plaça de Catalunya: Aquest nom es va instaurar durant el mandat de Llorenç Carbonell com a alcalde de la ciutat durant la II República. Aquest nom es posà en honor de l'autonomia aconseguida per Catalunya sota la presidència de Lluís Companys, qui assegurà que acudiria a Alacant per a la inauguració del nou nom de la plaça.

- Plaça dels Estels: És la denominació actual i l'oficial, encara que no és la històrica.[1] Aquest nom ha rebut la crítica de certs sectors de la ciutat, ja que la paraula estels (en castellà luceros) té un paper central a l'estrofa de l'himne franquista Cara al sol.[2] Tot i que el cronista de la ciutat Gonzalo Vidal Tur va difondre que el nom de la plaça s'inspirava en la cançó franquista, no és cert.[1]